# Социјалдемократска странка (Естонија)
Социјалдемократска странка (естонски језик: Sotsiaaldemokraatlik Erakond) је политичка странка социјалдемократске оријентације у Естонији. Странка партиципира у Странци европских социјалиста и европарламентарној групи „Прогресивна алијанса социјалиста и демократа“.
Тренутни лидер странке је Indrek Saar.